# Biserica reformată din Măgherani

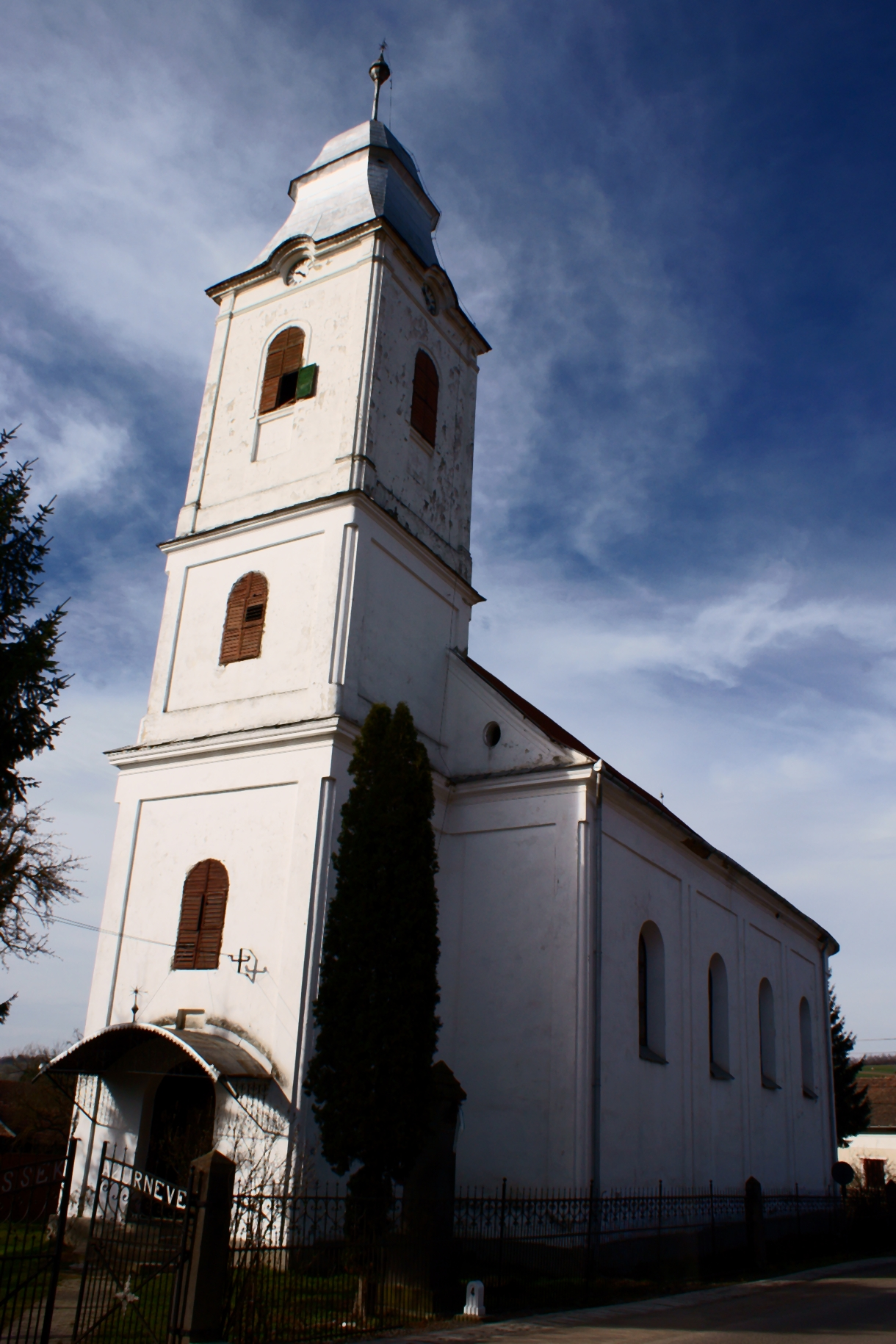
Biserica reformată din Măgherani

Biserica reformată din Măgherani este un lăcaș de cult aflat pe teritoriul satului Măgherani, comuna  Măgherani, județul Mureș. Datează din secolul al XVIII-lea. Biserica face parte din situl rural Măgherani, monument istoric cod LMI MS-II-a-B-15717.

## Localitatea
Măgherani (în maghiară Nyárádmagyarós) este satul de reședință al comunei cu același nume din județul Mureș, Transilvania, România. A fost menționat pentru prima oară în anul 1567, cu denumirea Mogyaros.

## Biserica
Credincioșii catolici din perioada medievală au devenit în majoritate reformați în timpul Reformei. O biserică este menționată în î590, presupunând existența cel puțin a unei capele. Există informații despre o capelă și din 1643, când era filie la Berekeresztúr (Bâra). În 1791 este construită  actuala biserică din piatră, fiind ridicată la rang de parohie.  Înfățișarea ei actuală se datorează lucrărilor desfășurate între anii 1846 și 1866.
Pentru puținii catolici din localitate, din donația familiei Vass, în prima parte a secolului XX a fost construită o capelă cu hramul Sf. Anton de Padova.

## Imagini

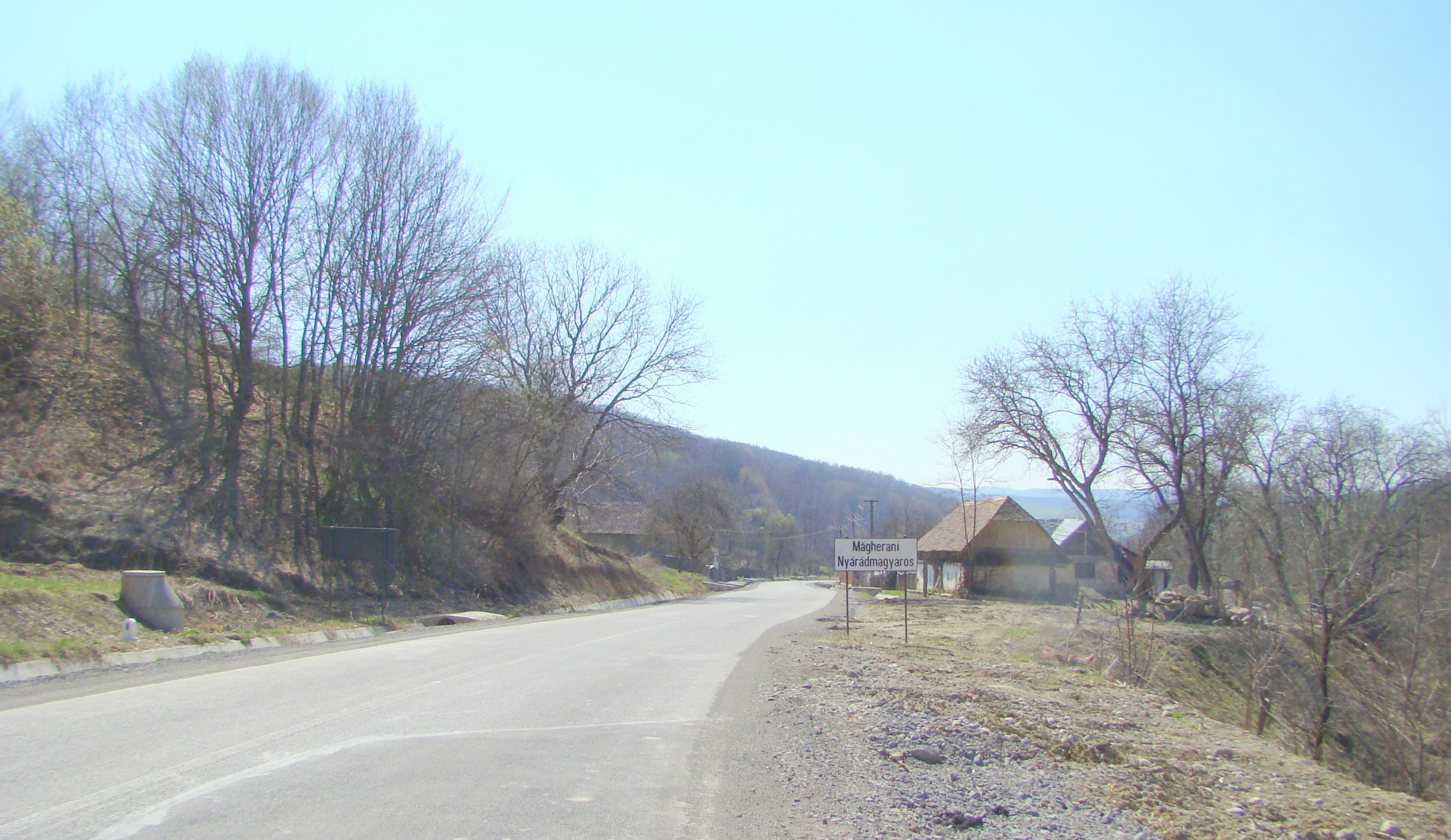
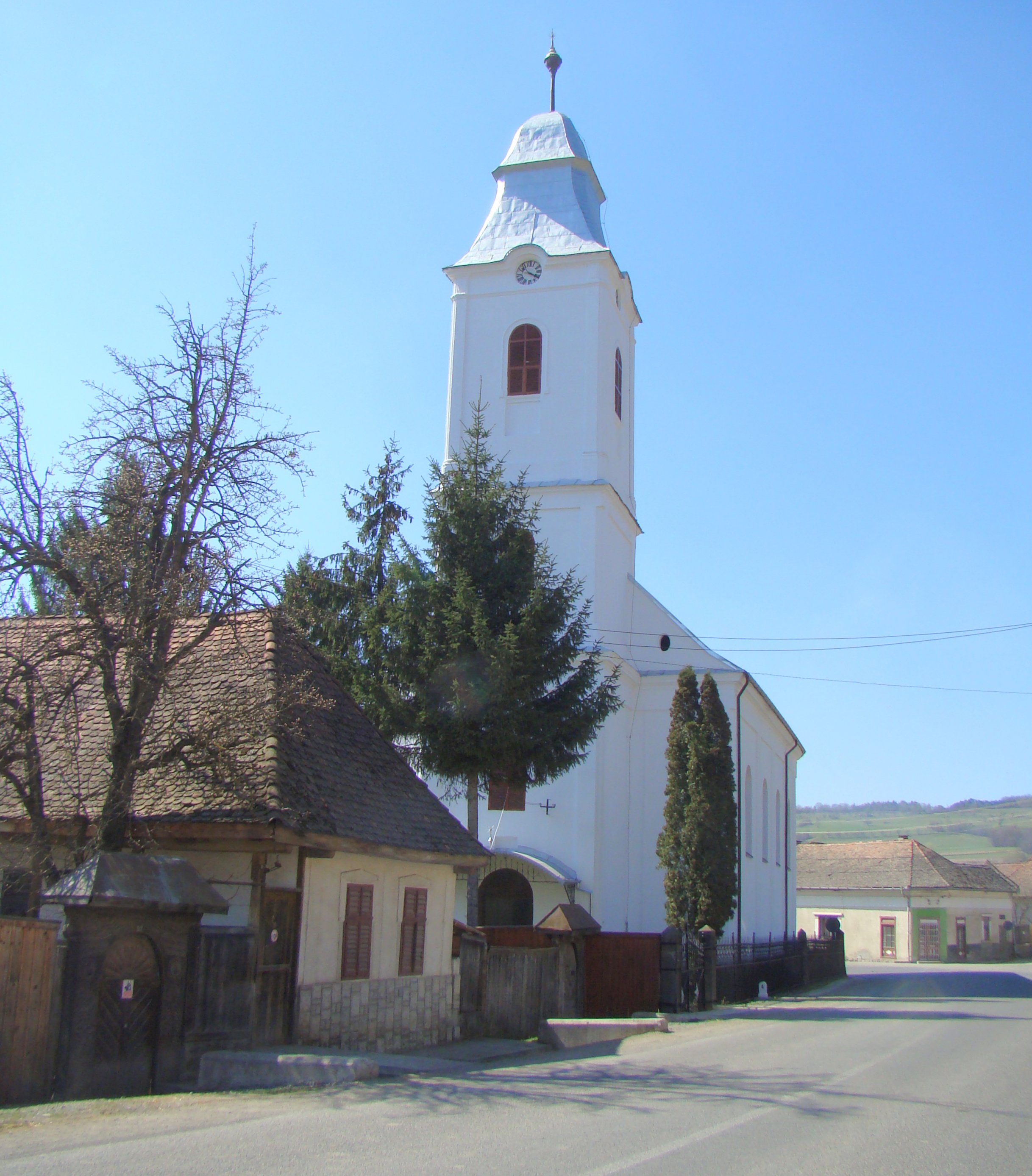
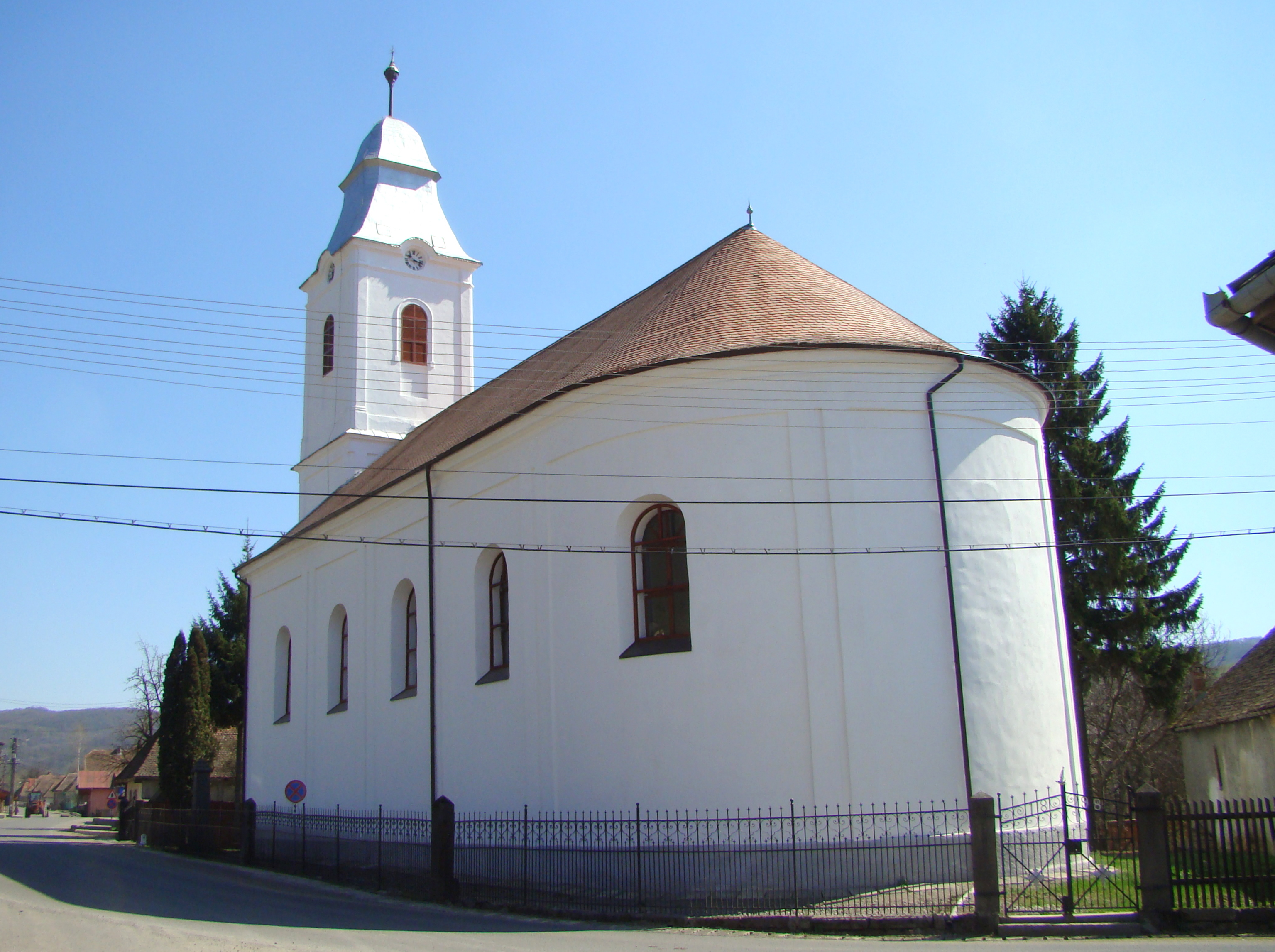
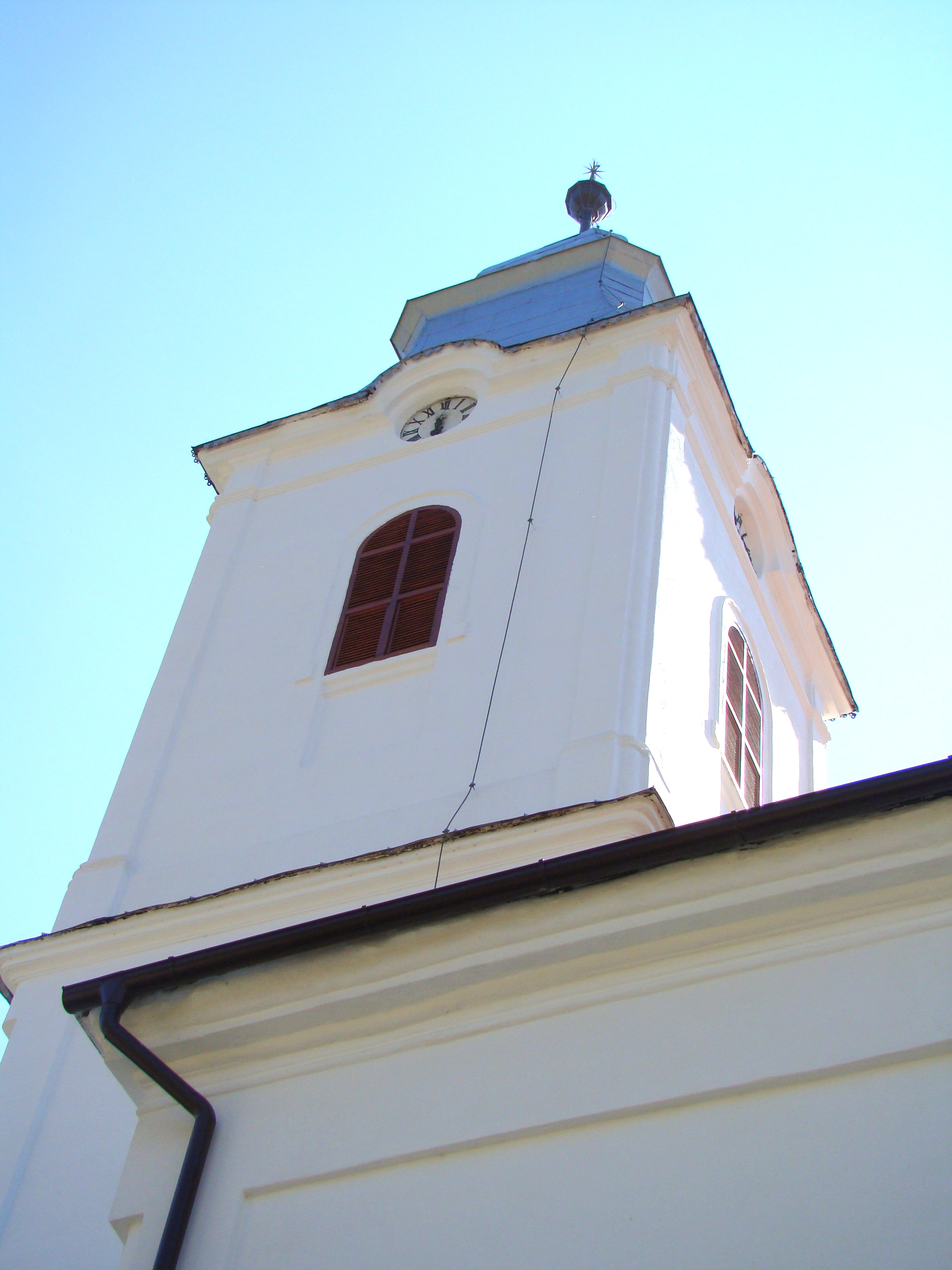
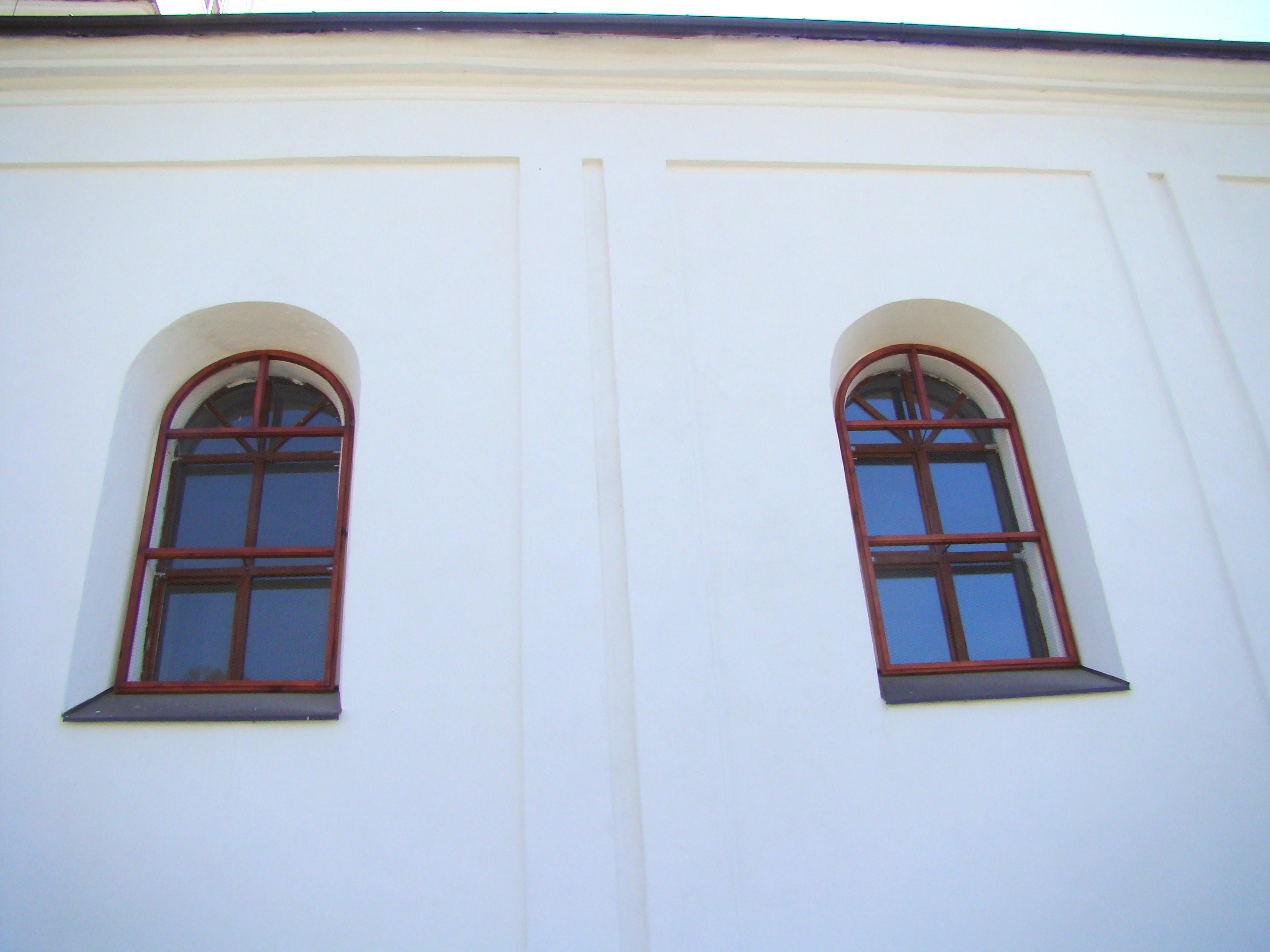
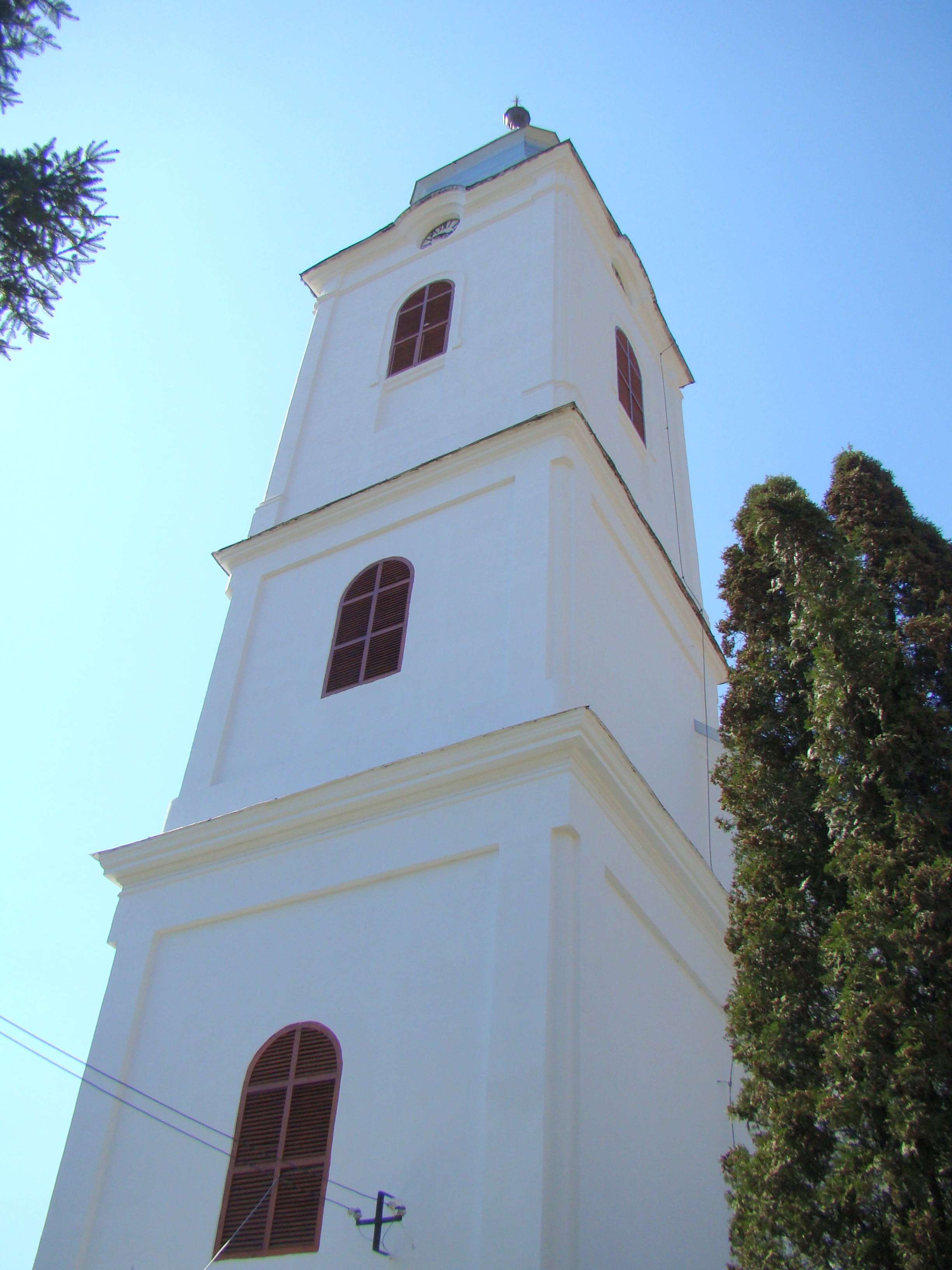
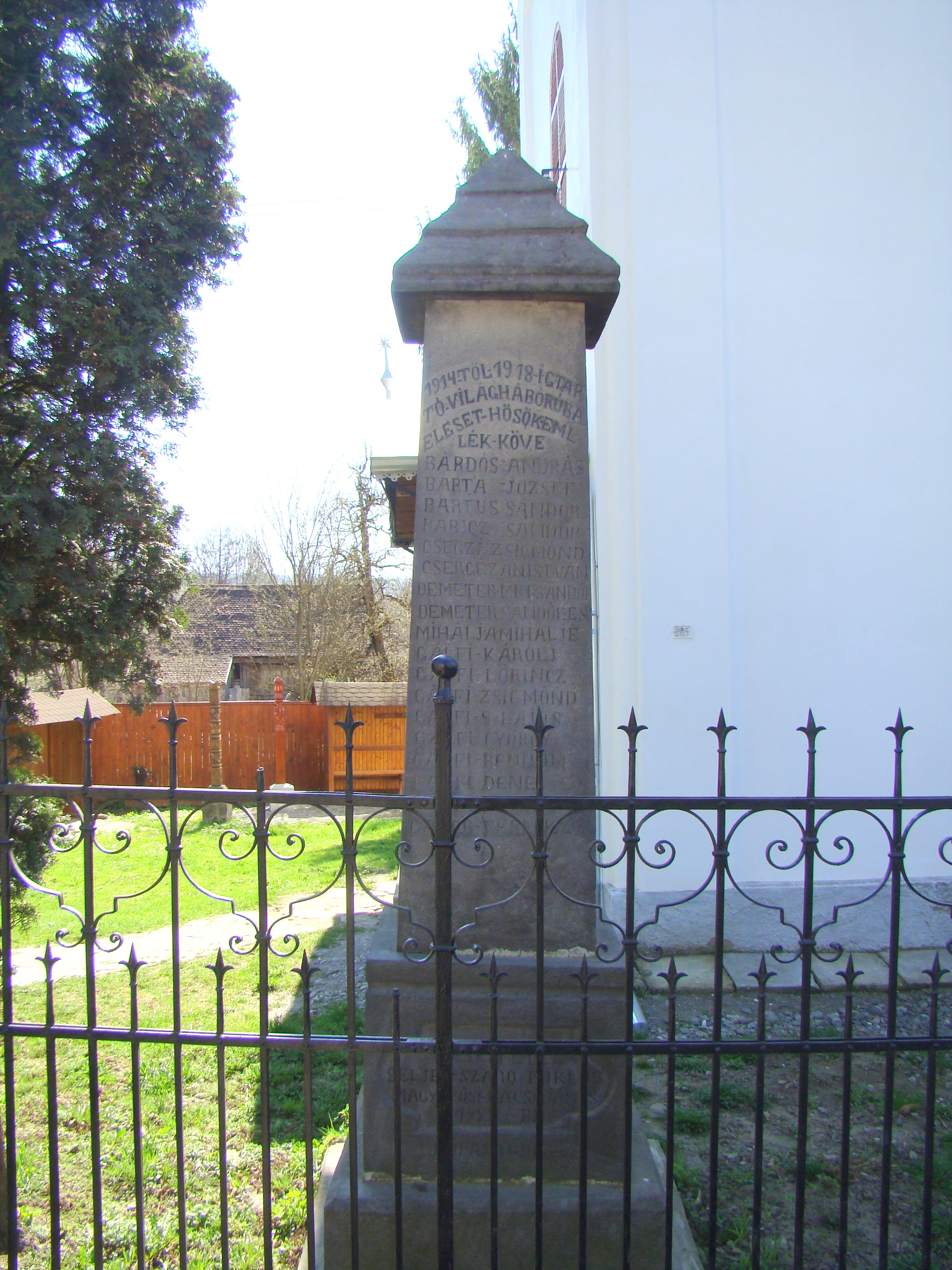

## Vezi și
- Măgherani, Mureș